# 꼬마 과학자 시드
《꼬마 과학자 시드》(Sid the Science Kid)는 미국의 컴퓨터 애니메이션 텔레비전 시리즈이다.